# Tourismus in der Slowakei

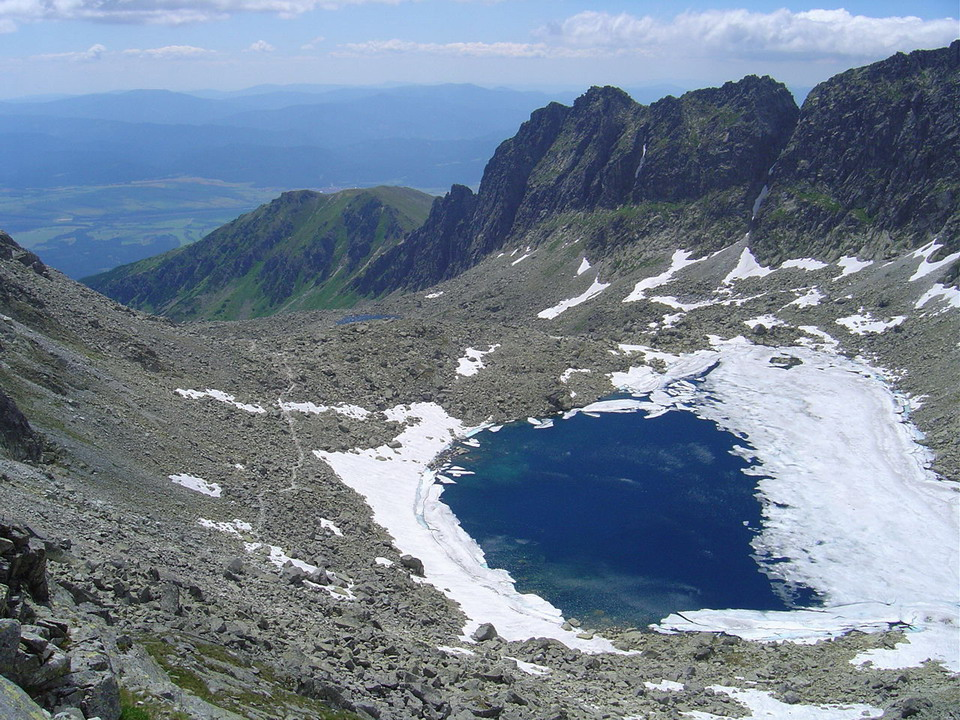
Hohe Tatra

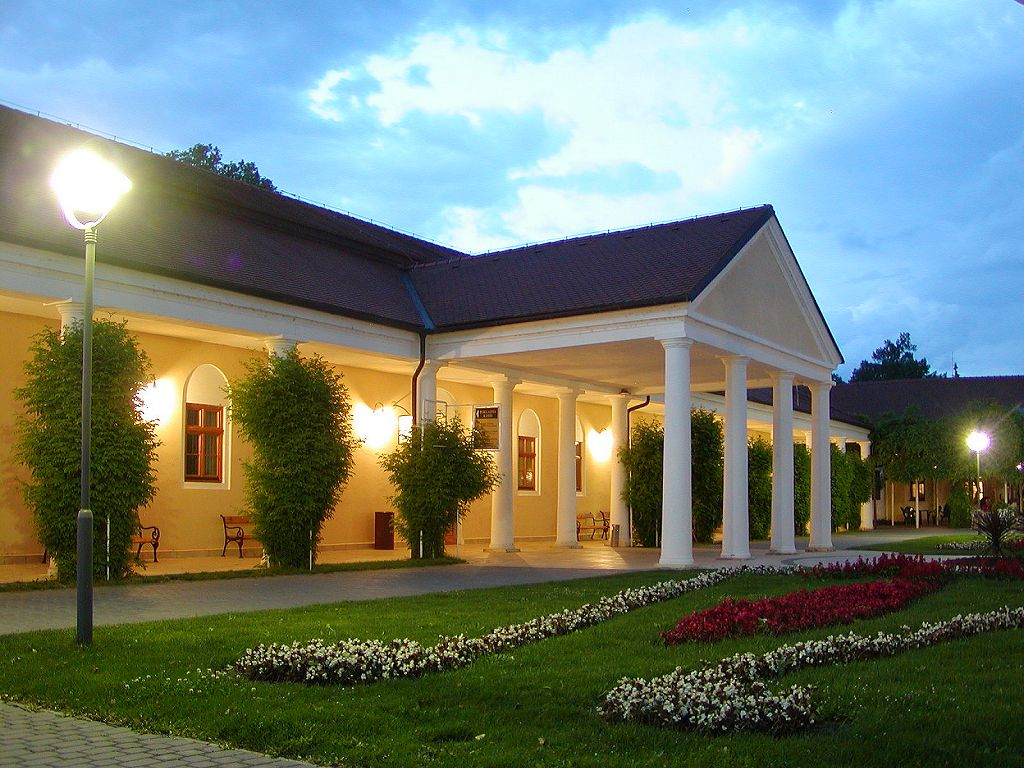
Napoleontherme in Piešťany

Die Slowakei ist in weiten Teilen ein vom Tourismus noch unentdecktes Land, wenn man von wenigen Zentren in der Tatra und der nahe Wien gelegenen Hauptstadt Bratislava absieht.
In den letzten Jahren erfuhr der Tourismussektor des Landes jedoch ein starkes Wachstum. 2014 wurde das Land von knapp 6 Millionen Touristen besucht. Im Land gibt es insgesamt 7 UNESCO-Welterbestätten.
Im Travel and Tourism Competitiveness Report 2017 des World Economic Forum belegt die Slowakei Platz 59 von 136 Ländern.

## Gebirge
Die alpine Landschaft der Tatra ist die touristische Hauptattraktion der Slowakei. Um die Orte Poprad und Štrbské Pleso (siehe Vysoké Tatry) finden sich gut erschlossene Wintersport- und Wandergebiete mit Möglichkeiten zum Bergsteigen.

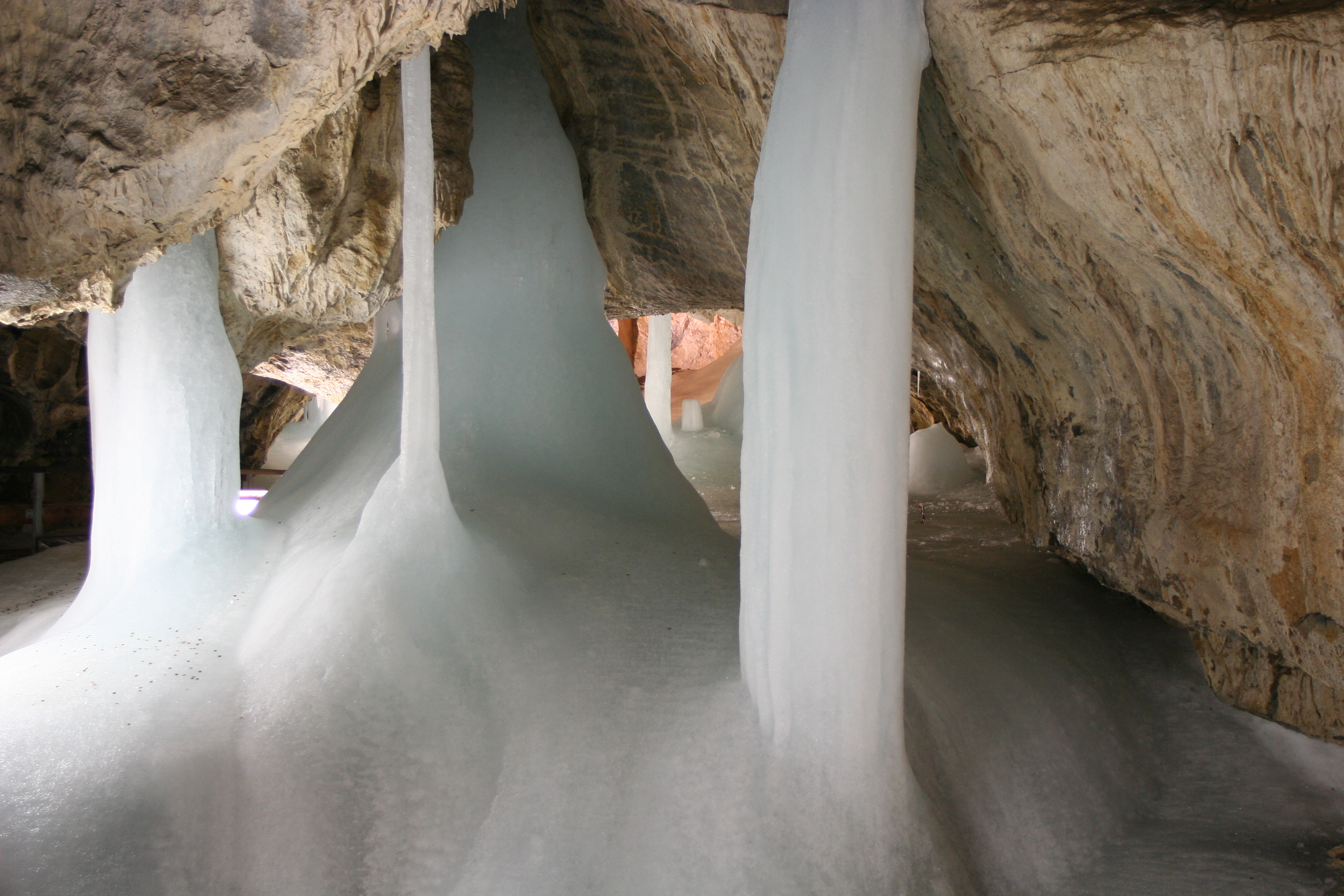
Demänováer Freiheitshöhle

Die meistens noch „ungezähmten“ Flüsse wie zum Beispiel die obere Waag (Váh) bieten Wildwasserrafting-Möglichkeiten. Eine weitere beliebte Form des Urlaubs ist der Jagdurlaub in der Slowakei, da sich hier noch eine nahezu unberührte Natur findet. Im Land befinden sich neun Nationalparks (Tatra, Niedere Tatra, Pieninen, Slowakisches Paradies, Slowakischer Karst, Große Fatra, Kleine Fatra, Poloniny, Muránska planina) und zahlreiche Naturschutzgebiete – es gibt kaum ein Gebirge, das nicht einer Form von Naturschutz unterliegt.
Überdies ist für die Slowakei ein häufiges Vorkommen von Höhlen charakteristisch. 13 Höhlen sind für Besucher zugänglich, die größte davon – die Demänováer Freiheitshöhle – ist fast neun Kilometer lang.

## Kuraufenthalte
Der bekannteste Kurort der Slowakei ist Piešťany im Westen des Landes, unweit der Grenze zur Tschechischen Republik. Piešťany besitzt eine lange Tradition als Heilbad. Weitere Kurorte sind Bojnice, Brusno, Dudince, Lúčky, Sklené Teplice, Sliač, Smrdáky, Trenčianske Teplice, Turčianske Teplice, Nový Smokovec, Štós, Štrbské Pleso, Tatranské Matliare, Bardejovské Kúpele, Číž, Nimnica, Rajecké Teplice und Vyšné Ružbachy.

## Kultur

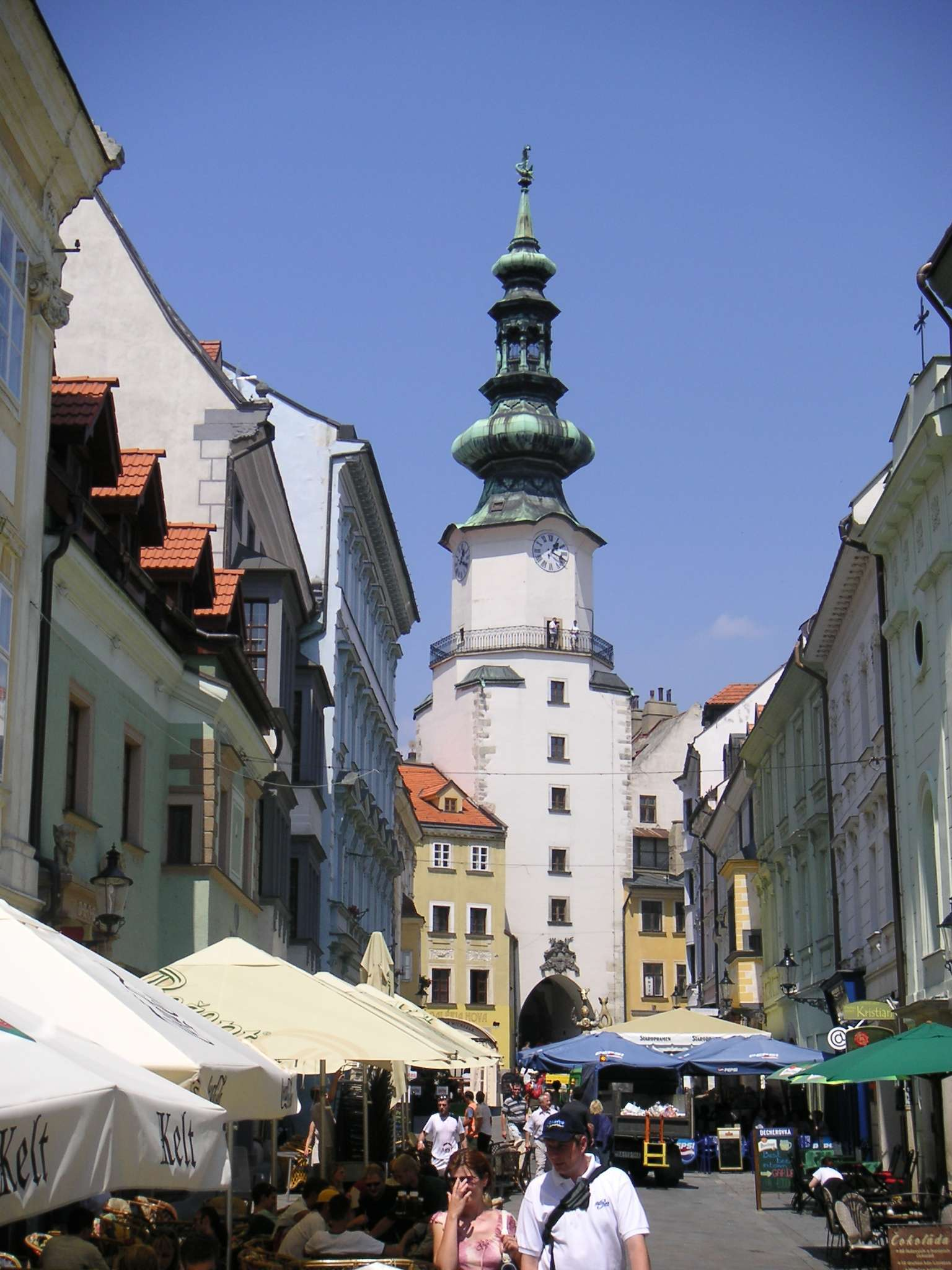
Bratislava

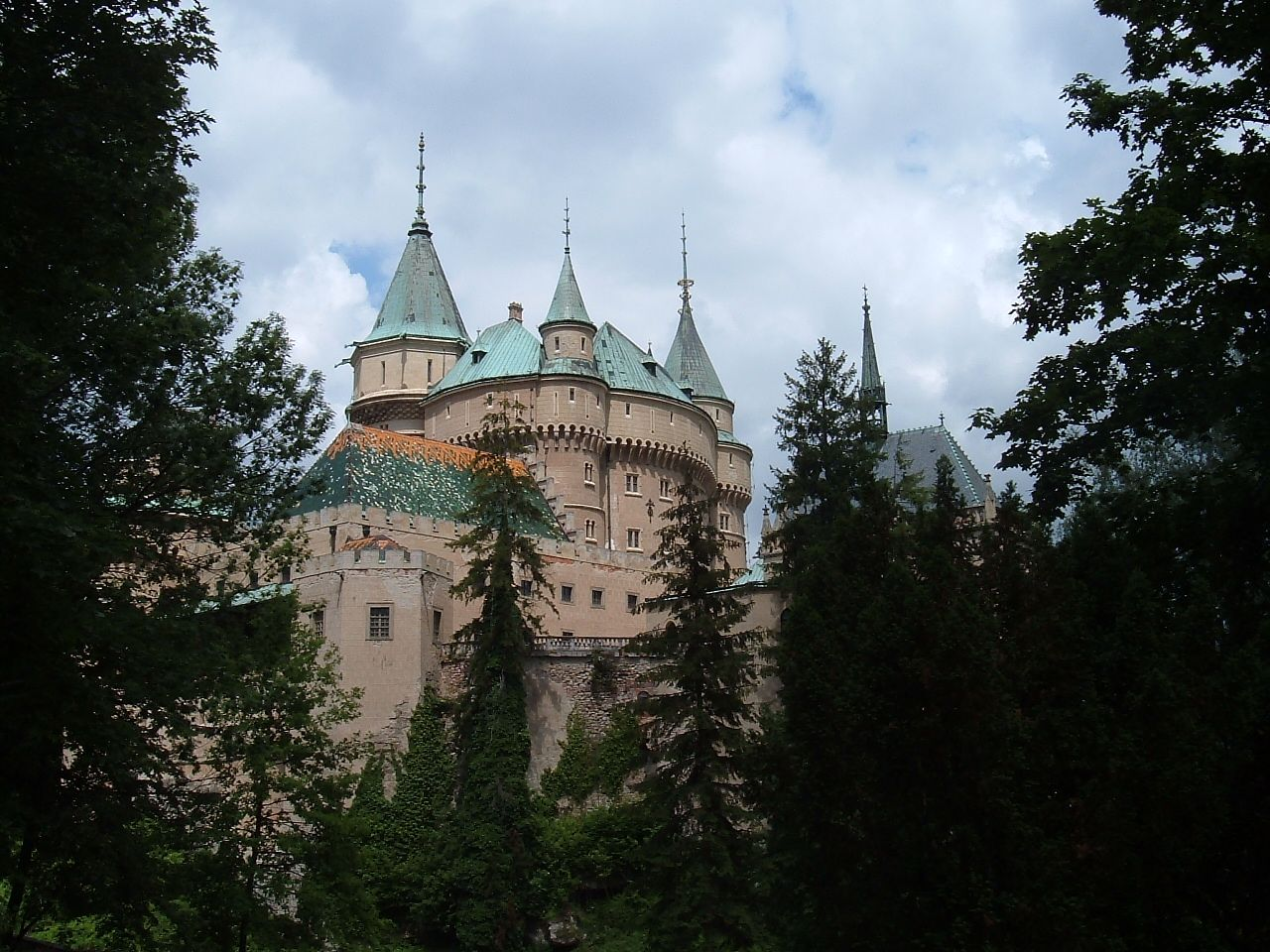
Burg Bojnice

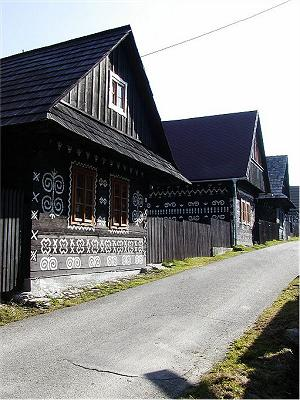
Folkloristische Architektur in Čičmany

Außerdem hat das Land zahlreiche mittelalterliche Burgen und Schlösser zu bieten. Darunter die Zipser Burg (Spišský hrad), die seit 1993 zum Weltkulturerbe der UNESCO zählt.
Doch die Slowakei hat auch viel für den kulturell interessierten Besucher zu bieten. Durch ihre grenznahe Lage zu jeweils mehreren Ländern und durch viele ethnische Minderheiten wirken die Städte Bratislava und Košice trotz ihrer geringen Größe sehr kosmopolitisch. Hinzu kommt die für die ehemals österreich-ungarischen Städte typische „Kaffeehausatmosphäre“ und die in beiden Städten hervorragend erhaltene Altstadt mit spektakulären Sehenswürdigkeiten wie der Burg Bratislava. Aber auch viele kleinere Städte sind sehr reizvoll, insbesondere, da sie noch nicht von Touristen überlaufen sind.

## Infrastruktur
Das Land ist gut durch ein relativ dichtes Eisenbahnnetz, welches von der staatlichen Eisenbahngesellschaft betrieben wird, erschlossen.
Auch das Busverkehrsnetz ist sehr dicht. Insgesamt gilt es als günstig und bietet sich deshalb auch beispielsweise für Rucksacktouristen an. Das vignettenpflichtige Autobahn- und Schnellstraßennetz befindet sich noch im Aufbau und erschließt zurzeit am besten den Westen und Norden des Landes.
Die Slowakei ist durch ein dichtes Wanderwegenetz erschlossen. 2019 gab es mehr als 15.000 km markierter Wanderwege und fast 500 km Skiwanderwege. Diese werden durch den Klub slovenských turistov (KST) betreut, mit Ausnahme der West- und Hohen Tatra, dort unterhält die Wanderwege die staatliche Organisation Štátne lesy TANAPu. Der längste Fernwanderweg der Slowakei ist der 769 km lange Cesta hrdinov SNP von der Burg Devín bis zum Duklapass. Durch die Slowakei führt der Internationale Bergwanderweg Eisenach–Budapest.